# Mała Szczerba

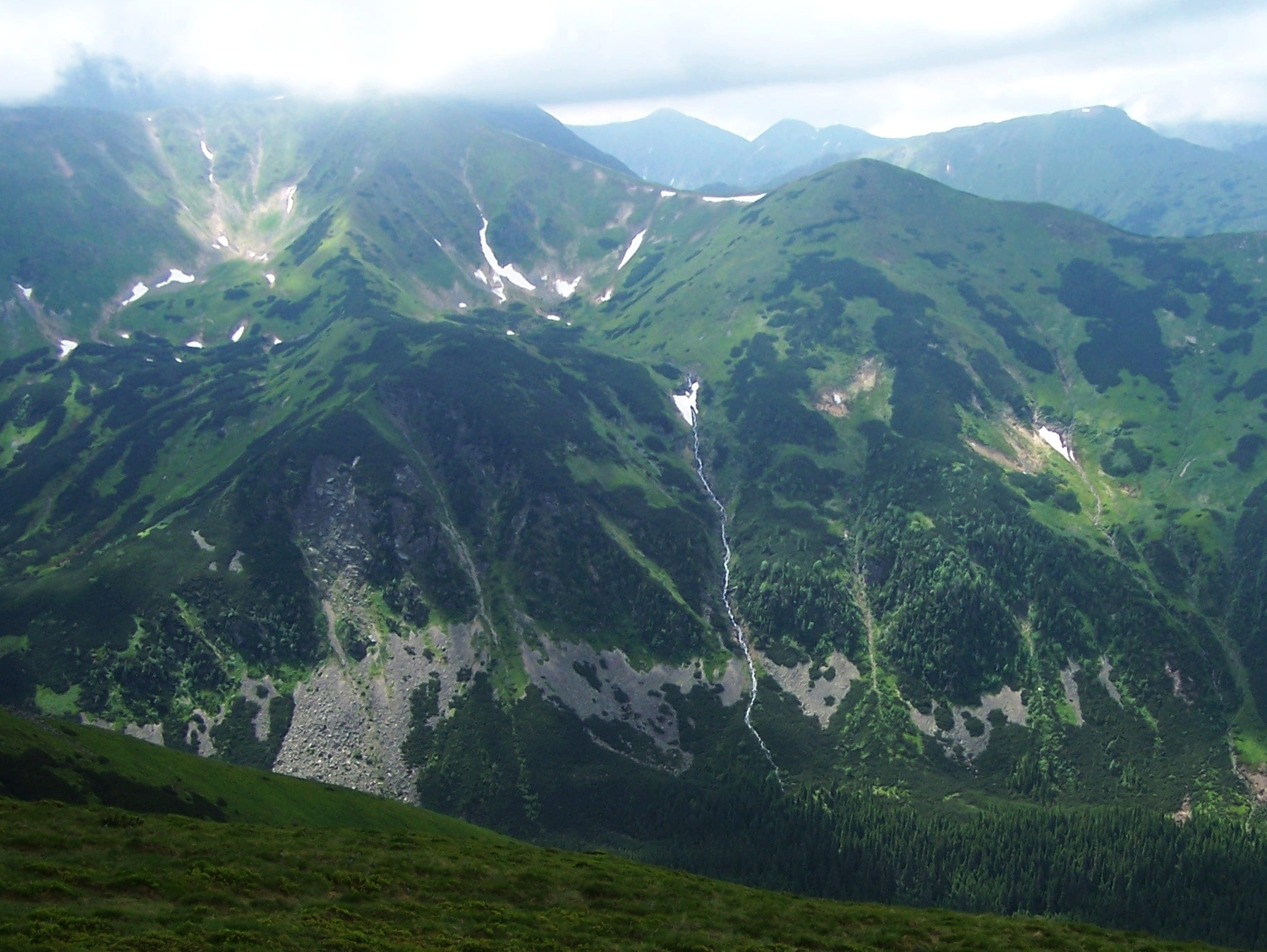
Mała Szczerba po lewej stronie Wielkiej Szczerby, którą spływa woda z Dudowych Stawków

Mała Szczerba – żleb w Dolinie Starorobociańskiej w polskich Tatrach Zachodnich. Opada ze wschodnich stoków poniżej Dudowej Kotliny pod Kończystym Wierchem w północno-wschodnim kierunku przez Dudowe Turnie w okolice Starorobociańskiej Równi. U dołu podsypany jest piargami.
Jest to wąski i dość płytko wcięty, ale bardzo stromy żleb. Po jego północnej stronie znajduje się większy żleb Wielka Szczerba, którym spływa woda z Dudowych Stawków.